# Spotlight (informática)
Spotlight es un sistema de búsqueda en escritorio, lanzador de aplicaciones, calculadora y muchas otras funciones adicionales que permiten ser más productivo con los ordenadores Mac de Apple Mac OS X introducido en la versión 10.4 del 29 de abril de 2005. Spotlight también está disponible en iOS. Spotlight sirve para buscar aplicaciones instaladas cuando no las encontramos. Desde iOS 8, además, puede encontrar sugerencias de Internet, aplicaciones de App Store, canciones de iTunes Store, etc.
Una forma de iniciar Spotlight es pulsado la siguiente combinación de teclas: ⌘ + Barra espaciadora.